# Apeadero de Benfarras
El Apeadero de Benfarras fue una plataforma ferroviaria de la Línea del Algarve, que servía a la localidad de Benfarras, en el ayuntamiento de Loulé, en Portugal.

## Historia
El tramo entre Amoreiras-Odemira y Faro, donde este apeadero se sitúa, fue inaugurado el 1 de julio de 1889.